# Arheološki muzej, Kavala
Arheološki muzej v Kavali (grško Αρχαιολογικό Μουσείο Καβάλας) je muzej v Kavali, Vzhodna Makedonija in Trakija, Grčija, in je proti zahodnemu koncu ceste Ethnikis Antistasis v Kavali.
Muzej je bil ustanovljen leta 1934, v sedanjih prostorih pa je bil ponovno odprt leta 1964. Muzej, kakršen je danes, sta med letoma 1963 in 1964 zgradila arhitekta D. Fatouros in G. Triantaphyllides, profesorja Politehnične šole in Aristotelove univerze v Solunu.
Muzej je veljal za najpomembnejši arheološki muzej v vzhodni Makedoniji in eden najpomembnejših muzejev v Grčiji.
Muzej vsebuje prazgodovinske artefakte, najdene po vsej regionalni enoti Kavale, kot so Neapolis (stara Kavala), Amphipolis in kraji, kot so Oisyme, Galypsos, Dikili Tas, Tragilos, Mesembria, Nikisiani in Avdira.

## Notranjost
V prvem nadstropju muzeja so predmeti iz širše regije Trakije, od Galipsosa, Oisyme, antičnega Topeirosa in Tragilosa, Abdere in Mesembrije. Predmeti segajo od glinenih figuric in sarkofagov do kovancev makedonskih kraljev, črnofiguralnih izdelkov, poslikanega cist groba in kovinskih loncev. Kikladska amfora (7. stoletje pr. n. št.) in rdečefiguralna hidrija (4. stoletje pr. n. št.) sta pomembni v prvem nadstropju.
- Fragment moškega kipa s kratkim hitonom
- Α poslikana cist grobna votivna pogrebna pojedina. 4. stoletje pr. n. št.
- Α poslikan cist grob

## Zunanjost
Atrij in dvorišče Arheološkega muzeja Kavala vsebujeta številne arhitekturne elemente, ki so bili izkopani v različnih delih vzhodne Makedonije in segajo v čas Rimskega cesarstva. Obstajajo tudi številne stele, ki so vklesane z reliefi in napisi.

## Prenova
Med letoma 1999 in 2000 je bil muzej razširjen in prenovljen. Muzej je bil razširjen, da bi lahko sprejel več razstavnih prostorov za prikaz svojih stalnih zbirk in povečal število občasnih razstav.